# Hegèsies de Magnèsia
Hegèsies (en grec antic: Ἡγησίας, llatí: Hegesias) fou un retòric i historiador grec nascut a Magnèsia.
Se suposa que va escriure les seves obres una mica després que Timeu de Tauromènion i va viure a l'època de Ptolemeu I Sòter, a la segona meitat del segle iv aC i començament del segle iii aC.
Estrabó el considera l'iniciador d'un estil d'escriptura denominat estil asiàtic, ple de floritures i del que diu que degenerava l'idioma, encara que Hegèsies deia que seguia els estils de Lísies i Carísios. Ciceró i Dionís d'Halicarnàs diuen que el seu estil era desproporcionat, amb molt poca dignitat i amb detalls inútils, que de vegades semblaven infantils. Marc Terenci Varró l'admirava pels seus coneixements.
El mateix Dionís d'Halicarnàs i Foci han preservat alguns fragments de les seves obres. D'ell se sap que va escriure una obra sobre Alexandre el Gran, que Aule Gel·li inclou entre aquelles obres d'escriptors que afegien coses meravelloses a la narració. Plutarc el qualifica de maldestre.